# León de Greiff
Francisco de Asís León Bogislao de Greiff Häusler (Medellín, Colòmbia; 22 de juliol de 1895 - Bogotà, Colòmbia, 11 de juliol de 1976), més conegut com a León de Greiff, va ser un dels més destacats poetes del segle xx a Colòmbia. Va utilitzar diferents pseudònims per signar les seves obres, entre els quals Leo Li Grisa, Matías Aldecoa, Sergio Stepanski i Gaspar von der Nacht són els més coneguts. De Greiff va ser dels primers impulsors del moviment literari els Panidas de Medellín en 1915, grup de 13 intel·lectuals d'idees renovadores en literatura i art que iniciarien les noves tendències en aquestes disciplines a Colòmbia. En aquest moviment van participar, a més, personatges com el filòsof Fernando González i el caricaturista Ricardo Rendón. La poesia de León de Greiff busca la sonoritat i és rica en propostes lingüístiques assimilades per alguns crítics al culteranismo o neobarroco poètic. D'una àmplia cultura, de Greiff va utilitzar un vocabulari i girs del castellà antic, no sempre fàcils de comprendre, així com profunds conceptes filosòfics varis, punt d'Occident com d'Orient, als quals va acudir des de la seva joventut.
Va arribar a Bogotà amb vint anys per ser la mà dreta del general liberal Rafael Uribe Uribe, on va publicar el seu primer llibre als 25 i als seus 81 només somiava amb poder ficar-se al llit en el seu llit envoltat de pàgines impreses, acompanyar-se sentint a Tchaikovsky, i morir així, sense preocupar-se per la jarana que es vivia en el veïnat de la seva casa, al barri Santa Fe.
Boris de Greiff, fill del poeta, ho va trobar mort en el seu llit una matinada de 1976. Com si el vaixell s'hagués enfonsat amb el seu capità, a la casa del poeta li va caure el sostre i se li va podrir el sòl després de resistir a un incendi i a una inundació.

## Obres
- Tergiversaciones (1925)
- Libro de Signos (1930)
- Variaciones alredor de nada (1936)
- Prosas de Gaspar (1937)
- Fárrago (1954)
- Bárbara Charanga (1957)
- Bajo el signo de Leo (1957)
- 'Nova et vetera (1973)